# Ђорђе Пауновић
Ђорђе С. Пауновић (Београд, 21. јул 1938 — Београд, 3. август 2021) био је српски универзитетски професор. Пауновић је био редовни професор Електротехничког факултета у Београду.

## Биографија
После завршетка школовања у Другој београдској гимназији, завршио је Електротехнички факултет у Београду.
Као Фулбрајтов стипендиста магистрирао је на Политехничком институту у Бруклину, у Њујорку, 1973. године. Радио је у области компјутерског дизајна радио комуникација. Докторску тезу одбранио је 1978, на Електротехничком факултету у Београду, са темом из области дизајна антена у опсегу радио и микроталаса.
Као дугогодишњи редовни професор на катедри за телекомуникације био је шеф катедре али и продекан и декан Електротехничког факултета као и проректор Универзитета у Београду.
Поред рада у настави дао је немерљиви допринос развоју телекомуникација у Србији као пројектант, дизајнер, научно-стручни саветник и руководилац на најзначајнијим телекомуникационим пројектима у Србији. То обухвата мобилни радио, мреже, емитовање, сателите и радаре.
Пауновић је са сарадницима учествовао у реализацији пројеката као што су ГСМ мрежа, пејџинг, интернет, мултисервисне мреже за најзначајније компаније из области телекомуникација и преноса електричне енергије, државне установе итд.
Написао је велики број научних, стручних чланака и саопштења, за стручне симпозијуме и конгресе. Написао је књигу „Радио инжењеринг: Збирка решених проблема“. Добитник је више научних признања.
Област којој се посебно посветио је моделирање радио канала и предвиђање интензитета електричних поља.
Са својим тимом развио је више различитих програма, хардверских компонената и мерних уређаја.
Три пута је биран за председника одељења Института за електронику и електронско инжењерство (IEEE) за Југославију. Председник је националног друштва за телекомуникације, председник је извршног комитета ТЕЛФОР-а, члан Међународне академије у Москви, председавајући београдског одељења електроинжењера пројектаната. Био је председавајући на међународној конференцији ЕУРОЦОН 2005. у организацији IEEE
Био је члан IEEE, Међународне телекомуникационе академије, Друштва за телекомуникације Србије и Инжењерске коморе у Београду.